# Dactylanthias
Dactylanthias là một chi cá biển thuộc phân họ Anthiadinae nằm trong họ Cá mú. Hai loài trong chi này đều được tìm thấy tại Thái Bình Dương.

## Các loài
Hai loài được công nhận trong chi này là:
- Dactylanthias aplodactylus (Bleeker, 1858)
- Dactylanthias baccheti Randall, 2007[3]